# أندرو ديكسون وايت

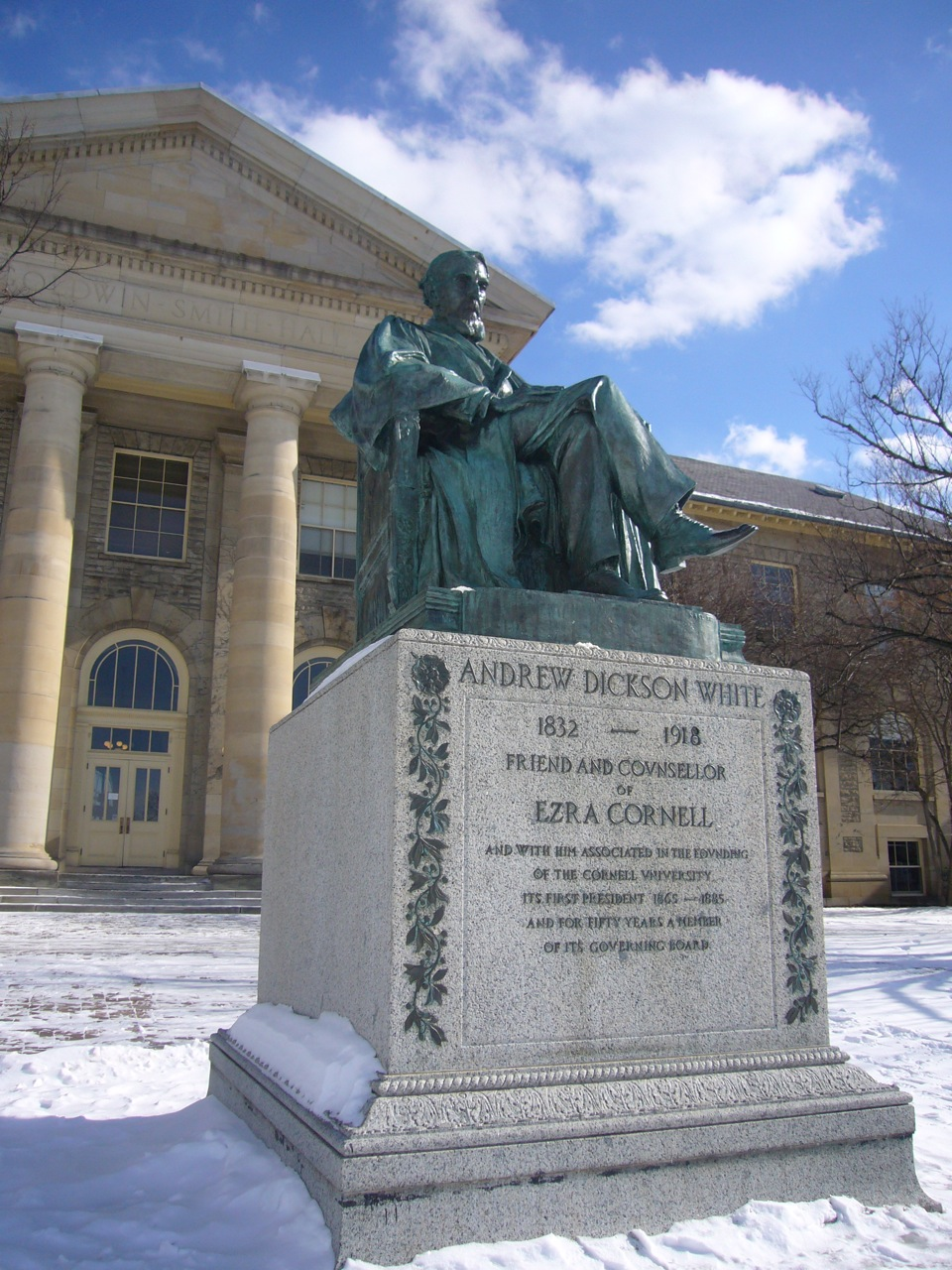
أندرو ديكسون وايت

أندرو ديكسون وايت (بالإنجليزية: Andrew Dickson White)‏ ولد في 7 نوفمبر 1832 وتوفي في 4 نوفمبر 1918 دبلوماسي أمريكي وكاتب راحل وهو من مؤسسي جامعة كورنيل.

## حياته
ولد في هومر بنيويورك، بعد قضاء عام في كليات هوبارت ووليام سميث تحول إلى جامعة يايل، في جامعة يايل كان زميل ل دانيال كويت جيلمان الذي أصبح فيما بعد أول رئيس لجامعة جون هوبكينز.
الاثنان كانوا تابعين لمجتمع سكل أند بونز السري وكان وايت أيضا عضوا في أخوية ألفا سيجما، وكان يخدم هذه الأخوية ككاتب ينشر بها مقالاته.
بعد تخرجه من جامعة يايل ،قضى ثلاث سنين في أوروبا يدرس ويتعلم قبل أن يعود إلى الولايات المتحدة كبروفيسير في التاريخ والأدب الإنجليزي في جامعة ميتشيغان.
في 1850 أسس وايت ومالك ويسترن يونيون عزرا كورنيل جامعة كورنيل في أيزاكا بنيويورك وأصبح وايت أول رئيس للمدرسين بالجامعة، وبعد النظر عنده في عملية القيادة والإدارة كانت السبب في جعل الجامعة مؤسسة تعليمية ناجحة في هذا الوقت.

## روابط خارجية
- أندرو ديكسون وايت على موقع الموسوعة البريطانية (الإنجليزية)